# Keulse aarde
Keulse aarde, ook bekend als Van Dijckbruin of Kasselse aarde, is een bruin pigment.
Keulse aarde wordt sinds de vroege zestiende eeuw toegepast. Het is aangetoond in het werk van Gerard David. In het algemeen werden aardpigmenten, bestaande uit gemalen aardlagen, al sinds de oertijd gefabriceerd. Ze waren goedkoop maar een nadeel lag in een wat lage verzadiging en het niet altijd in de omgeving voorhanden zijn van rotslagen van de geschikte kleur. Door een aardpigment te verhitten, "branden", kon de kleur wat warmer worden gemaakt. In het Rijnland en de Lage Landen kwam men op het idee om simpelweg turf of humus als warmbruin pigment te gaan inzetten. Na voldoende droging kan de substantie met lijnolie vermengd worden. Het pigment had dan een zeer hoge component aan organische stoffen, met vaak wat silicaten, mangaanoxide en ijzeroxide. Het pigment werd oorspronkelijk vooral gebruikt voor de schaduwtonen in onderschilderingen en voor vleestinten.
In de vroege zeventiende eeuw werd het een bekender pigment, wellicht door de Dertigjarige Oorlog die de handelsroutes met Italië afsneed, waarvan de beste "aarden" kwamen. In de late zeventiende eeuw, de achttiende eeuw en de negentiende eeuw nam de populariteit van het pigment toe. Tijdens de Romantiek vond men zulke diepbruine tinten zeer romantisch. Engelse fabrikanten noemden het pigment Van Dyke Brown of Vandyke Brown naar de schilder Antonie van Dyck, wiens werk gekenmerkt wordt door fraaie bruine partijen. Soms wordt beweerd dat Van Dyck ook inderdaad dit pigment gebruikte maar in feite is dit nooit door wetenschappelijk onderzoek vastgesteld. Andere fantasienamen zijn Rubensbruin en sapbruin. De industriële fabricage in de negentiende eeuw gebruikte geen turf maar bruinkool dat op grote schaal gewonnen werd, bij Keulen en Kassel. Het pigment bestaat dan uit pyrolusiet, goethiet en/of ligniet. Die stoffen zijn dan typisch sterk gehydrateerd wat de verf wat doorzichtig maakt en dus geschikt voor een glacis. Zulke verf was ook nuttig als beits van meubels. Wel twee derden van de massa kan uit water bestaan. De formule van de anorganische stoffen wordt wel gegeven als
{\displaystyle {\ce {Fe2O3}}} (·{\displaystyle {\ce {H2O}}}) {\displaystyle {\ce {+ MnO2}}}·{\displaystyle {\ce {(n H2O)}}}.
Daarbij komen nog allerlei zuren die in de grond zitten en waarvan de precieze samenstelling nooit exact is bepaald. Het pigment werd in de negentiende eeuw ook in waterverf verkocht. Bruinkool opgelost in water werd toen ook als goedkope schrijfinkt toegepast. 
In de twintigste eeuw bleef men verf onder de naam Van Dijckbruin verkopen maar in toenemende mate ging het in feite om een imitatie, een menging van lampezwart met gebrande bruine ijzeroxiden. Dat levert een pigment op dat veel minder vlekkerig is dan het origineel. Zulke imitaties werden al in het midden van de negentiende eeuw gemaakt. Het bedrijf Holbein verkoopt nog authentieke Keulse aarde in waterverf.
Het pigment is niet heel stabiel in olie en vertraagt de droging. Het kon volgens schilderboeken leiden tot het verzakken van de olieverflagen. Daarom werd het meestal opgezet in een toplaag van harsvernis. Verrassend genoeg toonde chemisch onderzoek in 2004 juist een goede doordroging aan van lagen Kasselse aarde. Het is niet bestand tegen zuren of alkaliën. Het is halfdekkend. De kleurkracht is vrij hoog. Het is slechts gedeeltelijk lichtecht daar de organische componenten verkleuren. De warme gloed verdwijnt dan en er blijft een grijzige laag over. Dit effect varieert sterk, afhankelijk van de samenstelling en de mate waarin het schilderij aan daglicht werd blootgesteld. In olie is het pigment niet giftig. Vanwege de mangaanoxidecomponent echter kan het pigment in poedervorm bij inademing gevaarlijk zijn. De moderne imitatie is volledig lichtecht en ongevaarlijk. In de Colour Index is Keulse aarde het Natural Brown 8, niet te verwarren met Pigment Brown 8 wat puur mangaanoxide is.